# The Bohicas
The Bohicas est un groupe britannique de rock, originaire de l'Essex, en Angleterre, actif entre 2013 et 2016. Le groupe se compose, durant son existence, du chanteur et guitariste Dominic McGuinness, du batteur Brendan Heaney, du guitariste Dominic John et du bassiste Adrian Acolatse.

## Histoire
Formé dans l'Essex, en Angleterre, en 2013, The Bohicas sort un album studio, The Making of, qui atteint la 52e place du UK Albums Chart, et tourne avec des groupes tels que Franz Ferdinand. En décembre 2015, les Bohicas se produisent au New Adelphi Club, à Hull, dans le Yorkshire de l'Est, en Angleterre.
Where You At, une chanson de The Making of, est utilisée dans une publicité pour le service de streaming Apple Music lors de sa refonte en 2016.

## Discographie

### Albums studio
- 2015 : The Making of[1]

### EP
- 2014 : The Bohicas

### Singles
- 2014 : XXX b/w Swarm[1]
- 2014 : The Making of (Radio Edit)